# Draba incana
Draba incana — вид трав'янистих рослин родини капустяні (Brassicaceae). Етимологія: лат. incana — «сірий, сивий».

## Опис
Дворічник (або багаторічник). Корінь веретеновидий і тонкий. Стебла зазвичай гіллясті, рідко нерозгалужені, (0.3)0.6–3(4) дм, густо запушені проксимально. Прикореневі листки черешкові; пластини від ланцетних або оберненоланцетних до лопатчатих, запушені, 0.5–2.9 см × 1–5(9) мм, краї зубчасті. Стеблові листки сидячі, пластини яйцеподібно довгасті або ланцетні, поля зубчасті, поверхні запушені. Китиці (11)17–36(48)-квіткові. Квіти: чашолистки яйцеподібні, 2–2.5 мм, запушені; пелюстки білі, лопатчаті, 3.5–4.5 × 1–2 мм; пиляки яйцеподібні, 0.3–0.4 мм. Плоди від довгастих до лінійно-ланцетних або еліптичних, злегка скручені або плоскі, стиснуті, 5–10(12) × 1.5–2.5(3) мм. Насіння довгасте, 0.7–1.1 × 0.5–0.6 мм. 2n = 32.

## Поширення
Азія: Азербайджан, Росія, Іран; Європа: Естонія, Австрія, Швейцарія, Данія, Фінляндія, Ісландія, Ірландія, Норвегія, Швеція, Велика Британія, Італія, Франція, Іспанія; Північна Америка: Гренландія, Канада, США. Також культивується. Населяє виходи гірських порід, осипи, щебенисті береги. 

## Галерея

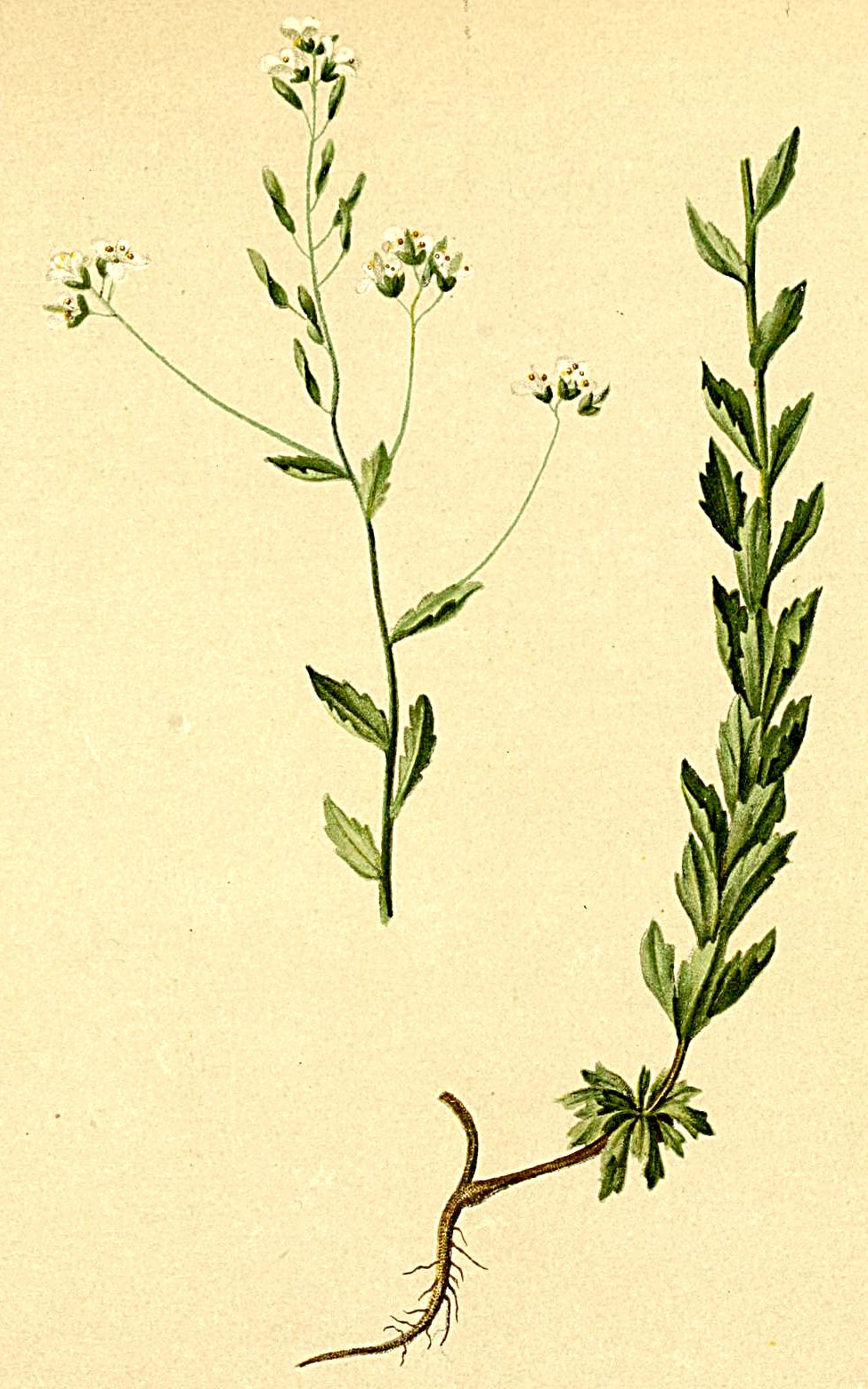